# Simomactra dolabriformis
Simomactra dolabriformis är en musselart som först beskrevs av Conrad 1867.  Simomactra dolabriformis ingår i släktet Simomactra och familjen Mactridae. Inga underarter finns listade i Catalogue of Life.